# Villa Vicentina
Villa Vicentina (im furlanischen Dialekt: Vile Visintine bzw. la Vila) war vor dem 1. Februar 2018 eine nordostitalienische Gemeinde (comune) mit zuletzt 1373 Einwohnern (Stand 31. Dezember 2016) in der Provinz Udine in Friaul-Julisch Venetien, seitdem ist sie Teil der neugegründeten Gemeinde Fiumicello Villa Vicentina. Die Gemeinde liegt etwa dreißig Kilometer südsüdöstlich von Udine. Bis 1466 hieß die Gemeinde Camarcio.

## Geschichte
Die Gemeinde war bis zum Ende des Ersten Weltkriegs Teil der Grafschaft Görz und Gradisca, wobei sie dem Gerichtsbezirk Cervignano unterstellt war, der wiederum Teil des Bezirks Monfalcone war.

## Gemeindepartnerschaft
Villa Vicentina unterhält eine Partnerschaft mit der französischen Gemeinde Colpo im Département Morbihan.

## Verkehr
Durch die frühere Gemeinde führt die Strada Statale 14 della Venezia Giulia von Venedig/Mestre zur slowenischen Grenze.